# Ihar
Ihar (belarussisch Ігар) ist ein relativ häufig vorkommender belarussischer männlicher Vorname. Er entspricht dem russischen Igor.

## Namensträger
- Ihar Astapkowitsch (* 1963), belarussischer Hammerwerfer
- Ihar Boki (* 1994), belarussischer Schwimmer
- Ihar Hermjantschuk (1961–2002), belarussischer Journalist und Politiker
- Ihar Pesterew (* 1974), belarussischer Biathlet
- Ihar Schaljasouski (1963–2021), sowjetisch-belarussischer Eisschnellläufer
- Ihar Schwedau (* 1987), belarussischer Eishockeyspieler
- Ihar Schytau (* 1986), belarussischer Fußballspieler
- Ihar Sjankowitsch (* 1987), belarussischer Fußballspieler
- Ihar Stassewitsch (* 1985), belarussischer Fußballspieler
- Ihar Tabola (* 1987), belarussischer Biathlet